# Club Hoquei en Línia Premià
Club Hoquei en Línia Premià (CHL Premià) és un club d’hoquei sobre patins en línia de Premià de Mar, fundat el 1986 com a secció del Club Hoquei Premià. Membre fundador de la primera Lliga catalana l'any 1995, és considerat com un dels primers equips dominadors de la competició a nivell estatal. Entre d'altres èxits, ha aconseguit tres Lligues catalanes (1996, 1997, 2003) i dos Campionats d'Espanya (1996 i 1997), així com dos subcampionats d'Europa. Per altra banda, molts dels seus jugadors han format part de la selecció catalana i espanyola d'hoquei sobre patins en línia. El 2006 es desvinculà de la secció i és constituí com a club independent. Des d'aleshores, s'ha centrat en la formació base i escola d’hoquei sobre patins en línia.

## Palmarès
- 3 Lligues catalanes d'hoquei sobre patins en línia masculina: 1995-96, 1996-97, 2002-03
- 2 Campionats d'Espanya d'hoquei sobre patins en línia masculí: 1995-96, 1996-97